# Jorja Smith
Jorja Smith, née le 11 juin 1997 à Walsall (Royaume-Uni), est une auteure-compositrice-interprète britannique. Le 17 novembre 2016, elle sort son premier extended play intitulé Project 11. Son deuxième EP, Spotify Singles, sort quant à lui le 13 décembre 2017. Le 8 juin 2018, Jorja Smith dévoile son premier album studio appelé Lost & Found. Enfin, le 14 mai 2021, sort son troisième EP intitulé Be Right Back. Elle a collaboré avec plusieurs artistes de renom, notamment Drake, Kendrick Lamar, Kali Uchis, Stormzy ou encore Burna Boy.

## Biographie

### Jeunesse
Jorja Alice Smith est née le 11 juin 1997 à Walsall, au Royaume-Uni, d'un père jamaïcain et d'une mère anglaise. Son père, qui est né à Gloucester, est un ancien musicien et a fait partie d'un groupe néo-soul appelé 2d Naicha avant la naissance de sa fille, et sa mère, Jolene, est créatrice de bijoux. Jorja Smith a également un petit frère appelé Luca. Elle est la cousine du footballeur Kemar Roofe.
Jorja Smith a commencé à prendre des cours de piano à l'âge de 8 ans, sous les encouragements de son père,. Elle suit ensuite une formation musicale à l'Aldridge School, où elle étudie le chant classique et le hautbois, avant de prendre la musique pour ses examens d'Advanced Level. À 15 ans, elle est repérée par un agent grâce à sa chaîne YouTube, où elle publie des reprises. Elle commence alors à se rendre à Londres, pour des séances d'écritures avec Maverick Saber et Ed Thomas, tout en continuant l'école. Après avoir obtenu son diplôme, elle déménage à Londres à l'âge de 18 ans, où elle travaille en tant que barista, et continue d'écrire des chansons.

### Carrière musicale

#### Début de carrière etLost & Found(2016-2019)

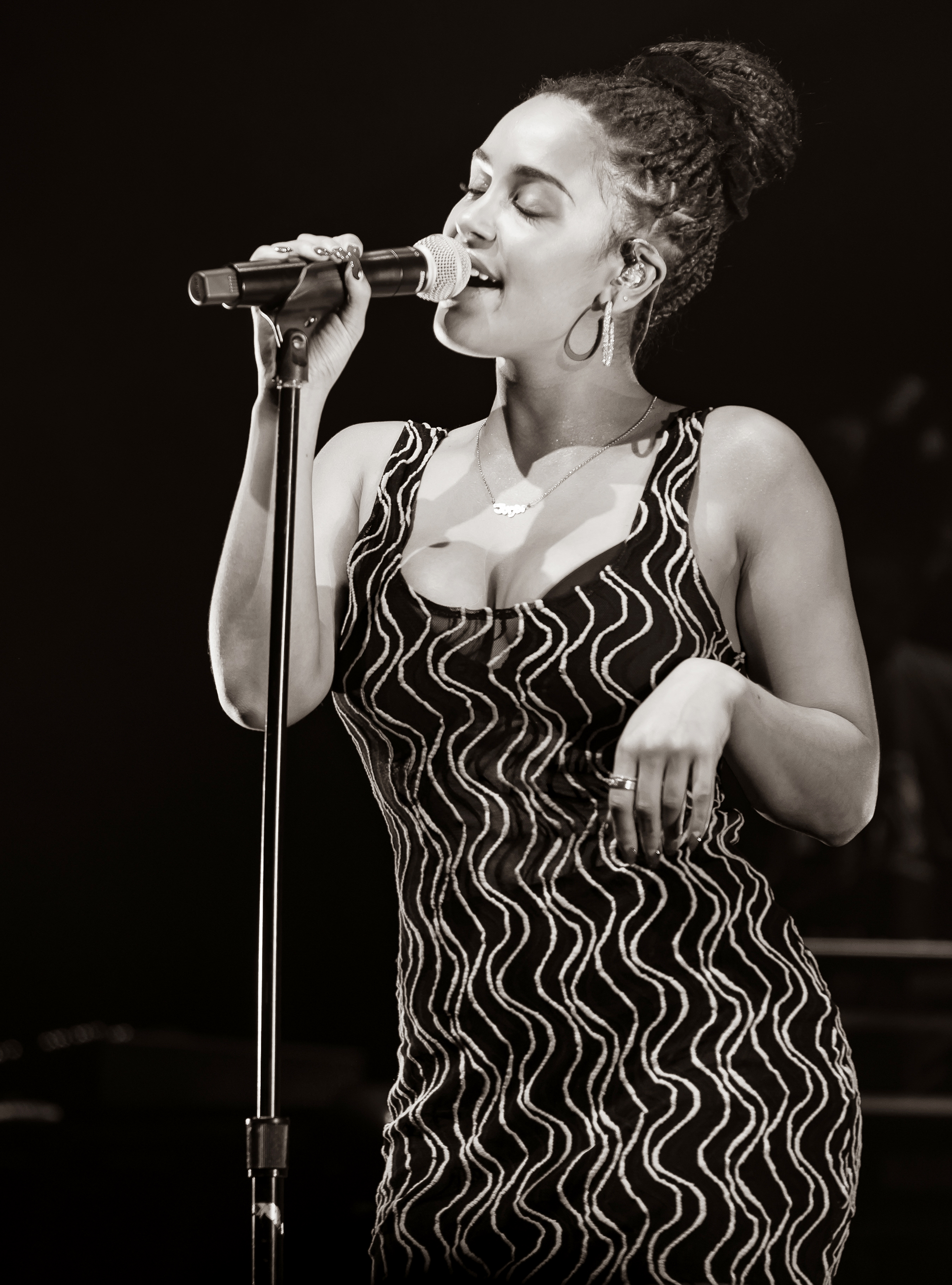
Jorja Smith chantant sur la scène du The Novo, à Los Angeles, en Californie (2018).

Fin 2015, le chanteur britannique Maverick Saber a cosigné Jorja Smith. Le 26 février 2016, Jorja Smith sort son premier single intitulé Blue Lights sur la plate-forme SoundCloud, qui reprend la chanson Sirens du rappeur britannique Dizzee Rascal. Sa chanson récolte alors plus de 400 000 écoutes en seulement un mois. Son deuxième single Where Did I Go?, sorti en mai 2016, a été désigné par le rappeur canadien Drake comme sa chanson préférée du moment dans le magazine Entertainment Weekly en juillet 2016. Le 17 novembre 2016, elle publie son premier extended play intitulé Project 11 sur le label FAMM. Le même mois, Jorja Smith est considérée comme une étoile montante par la British Broadcasting Corporation (BBC) Music.
En février 2017, Drake invite Jorja Smith sur la scène du Boy Meets World Tour, en tant que special guest. Elle apparaît sur l'album de Drake, More Life, sorti le 18 mars 2017, sur deux morceaux, Jorja Interlude et Get It Together avec également Black Coffee. Lors de la Journée internationale des femmes, elle dévoile le titre Beautiful Little Fools, faisant référence au roman Gatsby le Magnifique de l'écrivain américain F. Scott Fitzgerald. En mai 2017, elle figure sur la chanson de la chanteuse colombiano-américaine Kali Uchis, Tyrant, le premier single du premier album studio de Kami Uchis, Isolation, sorti le 6 avril 2018. En juin 2017, Jorja Smith dévoile son troisième single, Teenage Fantasy. Deux mois plus tard, elle dévoile la chanson On My Mind, en collaboration avec l'artiste de grime Preditah. Elle fait également la première partie des concerts de Bruno Mars, dans le cadre du 24K Magic World Tour, en octobre et novembre 2017. En décembre 2017, Jorja Smith a remporté le prestigieux BRITs Critics' Choice Award 2018,. Elle est pour l'occasion la première artiste indépendante à remporter cette récompense.
Le 11 janvier 2018, elle dévoile le single Let Me Down, en featuring avec le rappeur britannique Stormzy. Jorja Smith co-écrit et interprète également la chanson I Am en collaboration avec le rappeur américain Kendrick Lamar, sortie en février 2018, et qui apparaît sur la bande-originale du film Black Panther. Plus tard dans le mois, elle se produit sur scène aux Brit Awards avec le chanteur britannique Rag'n'Bone Man, pour interpréter le morceau Skin. En avril 2018, elle fait ses débuts à la télévision américaine lors de l'émission Jimmy Kimmel Live! présentée par l'humoriste américain Jimmy Kimmel. Elle interprète à cette occasion son single Blue Lights.
Son premier album studio intitulé Lost & Found et qui a été écrit sur une période de 5 ans, est annoncé lors du mois d'avril 2018 et sort officiellement le 8 juin 2018 sur le label FAMM. Ce dernier est fortement acclamé par la critique,. Au cours du mois de la sortie de l'album, elle entame une tournée pour promouvoir l'album, avec des dates prévues à travers l'Europe, et des festivals au Japon. Le tournée américaine du Lost & Found Tour débute le 19 novembre 2018 à Seattle, dans l'État de Washington, et se termine le 19 décembre 2018 à Toronto, au Canada. La chanteuse de R&B américaine Ravyn Lenae l'accompagnera sur plusieurs dates américaines. Lors de l'année 2019, Jorja Smith annonce une tournée nord-américaine en tête d'affiche avec Kali Uchis appelée The Kali & Jorja Tour. Cette tournée commence le 28 avril 2019 à Washington et se termine à Toronto, au Canada, le 30 mai 2019. Le 16 août 2019, elle sort le single Be Honest avec le chanteur nigérian Burna Boy.

#### Be Right Back(depuis 2020)
Au début de l'année 2020, Jorja Smith commence à animer une émission en 12 parties sur BBC Radio 3 intitulée Tearjerker, qui se concentre sur le pouvoir de guérison de la musique. Elle sort également deux singles cette année-là : By Any Means et Come Over avec le deejay jamaïcain Popcaan. Le 14 mai 2021, elle sort son troisième EP qui est intitulé Be Right Back, qui reçoit des critiques généralement positives,,.

## Style musical
Jorja Smith a grandi en écoutant de la musique reggae, punk, hip-hop, et R&B. Elle a écrit sa première chanson à 11 ans. Elle se décrit comme « obsédée » par l'album Frank de la défunte chanteuse britannique Amy Winehouse, lorsqu'elle était adolescente. Elle et a été inspiré par l'approche brute de la chanteuse par rapport à la composition. Jorja Smith a déclaré que ses chansons traitaient de questions sociales : « Quand il se passe des choses dans le monde, je pense qu'il est important de les aborder, car en tant que musicien, vous pouvez faire en sorte que les gens écoutent. Dès qu'ils lancent votre musique, vous avez leur attention ». Les influences musicales de Jorja Smith vont de Mos Def, Alicia Keys à Lauryn Hill, Adele et The Streets,. Du point de vue du style, Jorja Smith cite Rihanna comme la seule icône de la mode dont elle s'inspire.

## Vie privée
Jorja Smith aurait eu une relation amoureuse avec le rappeur canadien Drake. Certains fans considèrent que sa chanson Jaded, un morceau de son album Scorpion sorti le 29 juin 2018, relate la fin de leur relation,.  

## Discographie

### Albums studio
| Lost & Found                                                                 | - Sortie : 8 juin 2018 - Label : FAMM - Format : CD, téléchargement digital, vinyle       | 17 | 61 | 13 | 12 | 22 | 42 | 31 | 41 | 16 | 12 | 3 | 1 | 57 | 9 | - : 1 × Platine |
| Falling or Flying                                                            | - Sortie : 29 septembre 2023 - Label : FAMM - Format : CD, téléchargement digital, vinyle | 14 | 56 | 33 | 22 | 16 | -  | -  | -  | -  | 23 | - | - | -  | 8 |                 |
| "-" signifie que l'album n'est pas sorti ou ne s'est pas classé dans le pays |                                                                                           |    |    |    |    |    |    |    |    |    |    |   |   |    |   |                 |

### EP
- 2016 : Project 11 (FAMM)
- 2017 : Spotify Singles (FAMM)
- 2021 : Be Right Back (FAMM)

### Singles
- 2016 : Blue Lights
- 2016 : Where Did I Go?
- 2017 : Teenage Fantasy
- 2017 : On My Mind (avec Preditah)
- 2018 : Let Me Down (featuring Stormzy)
- 2018 : February 3rd
- 2018 : On Your Own
- 2018 : The One
- 2019 : Don't Watch Me Cry
- 2019 : Loose Ends (avec Loyle Carner)
- 2019 : Goodbyes
- 2019 : Be Honest (featuring Burna Boy)
- 2020 : By Any Means
- 2020 : Come Over (featuring Popcaan)
- 2021 : Addicted
- 2021 : Gone
- 2021 : Bussdown (featuring Shaybo)
- 2021 : Patience (featuring Wesley Joseph)
- 2021 : 1000 Nights (featuring Jaykae)
- 2021 : All of This (featuring GuiltyBeatz)
- 2021 : My Sister (featuring Shaybo)
- 2022 : Lavender & Red Roses (featuring Ibeyi)
- 2022 : Killing Me (Acoustic) (featuring Sasha Keable)
- 2022 : Rose Rouge (featuring Joy Orbison)
- 2023 : Try Me
- 2023 : Little Things
- 2023 : Nice Body (featuring J Hus)
- 2023 : GO GO GO
- 2023 : Falling or flying
- 2023 : Broken is the man
- 2023 : Feelings (featuring J Hus)
- 2023 : Greatest Gift (featuring Lila Iké)
- 2023 : Finally (issu de la bande originale du film La Couleur Pourpre)
- 2023 : Stay Another Day

## Tournées

### En tant que tête d'affiche
- 2018 : Lost and Found Tour
- 2024-2025 : Falling or Flying Tour

### Avec un autre artiste
- 2019 : The Kali & Jorja Tour (avec Kali Uchis)

## Prix et nominations
- 2018 : Brit Awards : Critics' Choice Award.
- 2018 : AIM Independent Music Awards : UK Breakthrough of the Year.
- 2018 : UK Music Video Awards : Meilleure vidéo urbaine britannique pour Blue Lights.
- 2018 : Grammy Awards : Meilleure nouvelle artiste
- 2019 : Brit Awards : Artiste solo britannique.